# Molinos de viento de Marchigüe

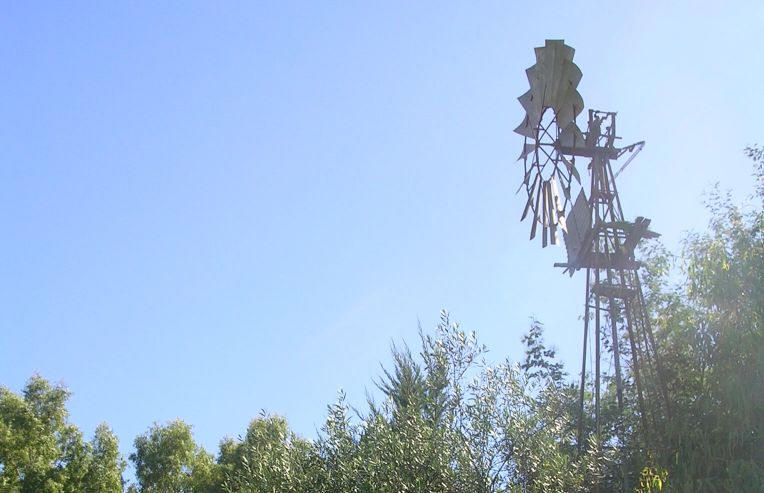
Molino solitario.

Marchigüe es una localidad costera de la provincia de Colchagua en Chile. Desde mucho se le ha llamado "Pueblo de los Molinos", e incluso su himno comunal así se titula, pues desde hace más de un siglo ha desarrollado merced a sus diarios vientos del sur, una industria artesanal de molinos de metal para impulsar aguas desde sus norias. El molino consiste en una estructura de madera o metálica de 8 a 10 metros de altura, tensada para resistir el empuje del viento, que se corona con una maquinaria que transforma la fuerza rotatoria de las aspas en un movimiento rectilíneo vertical que acciona una bomba de Bauer empujando hacia arriba una columna de agua que se desahoga horizontalmente en algún tipo de depósito.

## Historia

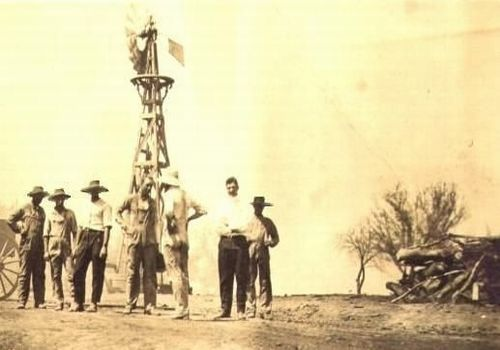
Instalación de un molino en 1870.

El auge de los molinos se dio a principios del siglo XX y en ese antiguo Marchigüe se construyeron por cientos, dando al pueblo y las haciendas rurales un característico sello que prevalece hasta hoy, a pesar de que han sido reemplazados por bombas eléctricas debido a la gran cobertura de energía que tiene la comuna desde los años 1980. 
Los molinos marchiguanos son molinos de viento hechos a forja y cincel que caracterizan a Marchigüe, pueblo de la zona costera del valle de Colchagua en Chile, donde se usaron desde principios del siglo XX hasta los años 1970.
Su origen proviene del permanente viento del sur que corre todos los días de verano en la localidad y la creatividad criolla para imitar los molinos Challenger americanos que traían al país a principios del siglo XX las importadoras Morrison, Williamson & Balfour y Saavedra Benard. El primer mecánico que se atrevió a  erigir los molinos de alaves y veletas de metal fue Emeterio Ruz, quien nacido en Alcones en 1893, trabajó de joven en la primera de las importadoras nombradas donde aprendió el oficio y la manera de sacar agua utilizando las propias fuerzas de la naturaleza. Emeterio Ruz fue un maestro en el arte de construir molinos que se lubricaban con cebo de carreta y desconocían bujes o rodamientos, haciendo rechinar ejes y bielas en un sonido característico del lugar.
Los primeros molinos fueron casi íntegramente hechos en madera y fueron evolucionando a piezas de hierro y zinc. La maquinaria era forjada en hierro dulce fijada con grandes pernos. Las estructuras de madera fueron reemplazadas paulatinamente por perfiles de hierro tensados con alambres acerados que se enroscaban para cumplir con su cometido. Las veletas y álabes eran construidos en láminas de zinc y funcionaban con una bomba de Bauer cuyas membranas eran hechas de suelas de vacunos propios del lugar.
No utilizaron graseras sino hasta bien avanzado los años 1970 pues se lubricaban con sebo de caballos al igual que los ejes de las carretas, también utilizando insumos locales. No existían elementos moldeados ni fundidos y toda la maquinaria se  construía con repuestos reciclados de camiones y hierro forjado a fragua de carbón.
El pueblo se vistió de innumerables molinos hasta la década de los 70, en que fueron paulatinamente reemplazados por electrobombas y solo perduraron en los sectores rurales donde no existía entonces ningún suministro eléctrico. Fue tanto el número y variedad de molinos que se observaban  en Marchigüe, que  fue denominado el «pueblo de los molinos», como reza su himno que ahora entonan los colegiales de las escuelas del lugar al iniciar cada semana lectiva.
A la muerte de Emeterio Ruz, a quien la gente apodaba cariñosamente don Mite, su ayudante, Heriberto Arias asumió el trabajo de proveer a los marchiguanos de esta pintoresca industria. Con el tiempo fueron disminuyendo los maestros del oficio por la mayor cobertura que adquiría la red eléctrica pública, y permitía a los campesinos utilizar bombas: más eficientes, silenciosas y cómodas. No hay que olvidar que los molinos requerían un mantenimiento permanente: cambio de suelas, rectificación de las bombas y engrasado de las bielas que debían hacerse a 15 metros de altura. En invierno, además, los molinos debían frenarse con una palanca que desde el suelo pulsaba un alambrón que trababa los engranajes y permitía dirigir las veletas para no enfrentar el viento norte de los temporales.

## Estructura
La maquinaria consiste esencialmente de una rueda de aspas o álabes que giran con el viento mientras son orientados en esa posición por una o dos veletas de direccionamiento. El eje sobre el que gira la rueda de aspas termina en un cigüeñal que opera una biela que moviliza alternadamente hacia arriba y abajo una pértiga que llega al fondo de la noria. Al final de la pértiga se encuentra la bomba que, en cada movimiento, "cucharea" un volumen de agua y lo va depositando en un caño cilíndrico que se rebalsa hacia su conducción horizontal normalmente, varios metros sobre el nivel del agua. La bomba de impulsión activa un sistema de válvulas de apertura y cierre gravitacional para contener el agua impulsada en cada rotación de la biela, que opera mediante un engranaje reductor a las revoluciones que giran las aspas.
Los molinos de viento se desarrollaron en Estados Unidos a fines del siglo XIX y fueron perdiendo vigencia con los nuevos sistemas eléctricos de bombeo más eficientes una vez el suministro de esa corriente se hizo generalizado. Los molineros de Marchigüe no inventaron nada nuevo, sino que aprendieron a hacerlos con rústicas herramientas. Las estructuras son generalmente de madera de la zona tensadas con alambres enroscados, las aspas y veletas son de láminas de zinc recortadas, los descansos de los ejes son de hierro dulce forjados a fragua y los ejes templados tras el proceso de deformación a forja. Todo el sistema de lubricación de las originales graseras y cárteres de aceite fue reemplazado por cebo de caballos usados para lubricar ejes de carreta.
Fue tal el éxito de estos artesanos que permitieron un gran proliferación de los molinos, perfeccionando su técnica con el pasar de los años para dotar de agua a los hogares y rebaños en una tierra de secano.
Los molinos de viento han dado un sello característico a la comuna de Marchigüe, en especial en días de verano cuando nunca cesa el viento y provee de la cristalina agua a una zona árida y curtida por el sol. Los primeros agricultores buscaron la aguas en el subsuelo y de ese incansable afán de regar sus tierras, se forjaron al temple los campesinos del lugar, curtidos de sol y viento y enamorados de sus tierras secas y solitarias.
De la conjunción de un cielo diáfano, en que las estrellas se observan por millones; de un sol radiante y destemplado y de un viento incansable que día a día refresca las lomas, permite a los campesinos elaborar uno de los mejores vinos tintos del mundo.
Son tales las características que el viento da a Marchigüe que el lugar es considerado uno de los 5 mejores terroirs del país, en especial para las cepas Cabernet Sauvignon, Merlot, y Carmenére, lo que es un honor nada menor toda vez que el valle de Colchagua al que pertenece Marchigüe, fue considerado en 2005, como el mejor valle del mundo para la producción de vinos tintos.